# Битва при Бадонском Холме
Битва при Бадонском холме — сражение между войсками бриттов и англосаксонской армией, произошедшее, вероятно, между 500 и 520 годами.
Битва при Бадонском холме упоминается в целом ряде средневековых исторических источников, в том числе, «О погибели Британии» Гильды Премудрого, «Церковной истории народа англов» Беды Достопочтенного, «Истории бриттов» Ненния, «Анналах Камбрии» и других трудах.
Несмотря на то, что битва при Бадонском холме являлась, как предполагается, крупным политическим и военным событием, нет никаких достоверных сведений о точных дате, месте и деталях сражения.
Большинство современных историков датируют битву периодом между приблизительно 500 и 520 годами. Более ранняя датировка основывается на свидетельстве Гильды Премудрого о том, что он родился в год битвы при Бадоне; более поздняя — на сведениях из «Анналов Камбрии» (в них битва датирована либо 506, либо 516 годами) и их интерпретациях современными историками. Однако также существуют теории, относящие битву к более раннему времени, вплоть до середины 440-х годов.
В большинстве раннесредневековых источников не упоминается о том, кто возглавлял бриттов в битве при Бадонском холме. Наиболее ранним автором, упоминавшим в этом качестве короля Артура, был писавший в начале IX века валлийский историк Ненний. Об участии Артура в битве сообщается и в созданных в X веке «Анналах Камбрии». Более поздние средневековые авторы (например, Гальфрид Монмутский в «Истории королей Британии») также следовали этой традиции. Однако насколько достоверны эти свидетельства, среди современных историков идут дискуссии. В том числе, сторонники более ранней датировки битвы предполагают, что военачальником бриттов мог быть и Амвросий Аврелиан.
В качестве возможного места битвы называются различные селения в Англии. Среди таких мест могли быть или Бат, Солсбери-Хилл или Бадбери-Хилл.
Почти все учёные сходятся во мнении, что это сражение действительно имело место. Гильдас, писавший о нём при жизни участников, не упоминает ни Артура, ни имена других британских военачальников, принимавших в нём участие. Он также не называет имён саксонских военачальников. Гильдас описывает это сражение не как открытое, а как осаду. Неясно, осаждали ли саксы бриттов или бритты осаждали саксов.

## Историчность

### Гильдас ап Кау
Самое раннее упоминание о битве при Бадоне встречается в труде Гильдаса («О разорении и завоевании Британии»), написанном в середине VI века. В нём говорится, что англосаксы «окунули [свой] красный и жестокий язык в западный океан», прежде чем Амброзий Аврелиан организовал сопротивление бриттов, выживших после первого натиска саксов. Гильда описывает период, последовавший за первоначальным успехом Амброзия:
С тех пор жители города то побеждали, то терпели поражение, чтобы Господь, по Своему обыкновению, мог испытать в этой стране сегодняшний Израиль, любит ли он Его или нет. Так продолжалось до года осады холма Бадон и почти до последней великой резни, устроенной разбойниками. И вот начинается, насколько я знаю, сорок четвёртый год, с которого прошёл уже месяц; это также год моего рождения.
«О разорении Британии» описывает битву как «неожиданное возвращение [острова]», которое заставило королей, знать, священников и простолюдинов «жить упорядоченно в соответствии со своими призваниями». Впоследствии долгий мир перерос в гражданские войны и беззаконие Майлгуна Гвинедского.
То, что Артур не был упомянут Гильдасом, который, по-видимому, был ближе всего к своему времени, было замечено ещё в XII веке в агиографии Гильдаса, в которой утверждается, что Гильдас много хвалил Артура, но затем полностью исключил его после того, как Артур убил брата, святого Хьюила ап Кау (судя по отчеству и брата самого Гильдаса). Современные авторы предполагают, что подробности битвы могли быть настолько хорошо известны, что Гильдас ожидал, что его аудитория с ними знакома.

### Беда Достопочтенный
Следующее упоминание об этом сражении встречается в тексте Беды Достопочтенного «Церковная история народа англов», написанном в VIII веке, где описывается «осада горы Бадон, во время которой они устроили немалую резню среди захватчиков» через 44 года после первого англосаксонского поселения в Британии. Беда упоминает Амброзия Аврелиана как предводителя бриттов в той битве, родители которого погибли «во время бури» и которые были «из царского рода». Поскольку Беда указывает на это прибытие незадолго до, во время или сразу после совместного правления в Риме Маркиана и Валентиниана III в 449—456 годах н. э., он, должно быть, считал, что Бадон произошел между 493 и 500 годами. Затем Беда откладывает обсуждение битвы — «Но об этом позже» — и, по-видимому, больше к ней не возвращается.
Позднее Беда Достопочтенный приводит более подробное описание победы святого епископа Германиуса над саксами и пиктами в горной долине (традиционно считающейся Молдом в Флинтшире на северо-востоке Уэльса), благодаря которой, по его словам, угроза вторжения была устранена на целое поколение . Однако, поскольку победа описывается как бескровная, вероятно, это было не то же самое, что битва при Бадоне. Если принять это за чистую монету, то участие святого Германа в битве также указывает на то, что она произошла примерно в 430 году нашей эры, хотя в хронологии Беды Достопочтенного об этом нет ни слова.

### Ненний и валлийские анналы
Самый ранний из сохранившихся текстов, в котором Артур упоминается в связи с битвой, — это «История бриттов», написанная в начале IX века и приписываемая валлийскому монаху Неннию. В ней солдат Артур назван предводителем победивших бриттов в битве при Бадоне.
Двенадцатая битва произошла на горе Бадон, где за один день Артур в ходе одной атаки убил 960 человек, и никто не смог их одолеть, кроме самого Артура.
Битва при Бадоне в следующий раз упоминается в «Анналах Камбрии» («Анналах Уэльса»), предположительно написанных в середине или конце X века. В записи говорится:
Битва при Бадоне, в которой Артур три дня и три ночи нёс на своих плечах [или на щите] крест Господа нашего Иисуса Христа, и бритты одержали победу.</ref>
В тексте «Анналов Камбрии» есть запись: «Первое празднование Пасхи среди саксов. Вторая битва при Бадоне. Морган умирает». Филлимор датирует это событие 665 годом нашей эры,, но в тексте B первая Пасха саксов датируется 634 годом после рождения Христа, а «второй Бадон» не упоминается.

### Джеффри Монмутский
Джеффри Монмутскийоколо 1136 году «Королевская истории Британии» («История королей Британии») была чрезвычайно популярна и сохранилась во многих экземплярах вскоре после ее составления. Вдаваясь в гораздо более подробные сведения (и фабрикуя их), Джеффри тесно отождествляет Бадон с Ванной, включая то, что Мерлин предсказал, что ванны Бадона потеряют свою горячую воду и станут ядовитыми. Он также смешивает в своём повествовании элементы других источников: битва начинается как осада саксами, а затем, с прибытием людей Артура, становится обычным сражением; на щите и плече Артура изображён образ Девы Марии. Артур бросается в атаку и убивает 470 человек, что на десять больше, чем число бриттов, попавших в засаду Хенгиста при Салисбери.
Добавлены элементы валлийских легенд: в дополнение к щиту «Придвен» Артур получает меч «Калибурнус (Экскалибур)» и копьё «Рон». Джеффри также делает защиту города от внезапного нападения саксов священным делом, а Дубриций предлагает отпущение всех грехов тем, кто падёт в бою.

## Современные исследования

### Дата Битвы
Даты, предложенные учёными для этого сражения, включают 493, 501 и 516 годы. Дэниел Маккарти и Даибхи О’Кройнин предположили, что 44 года и один месяц, о которых говорит Гильда, — это не отсылка к простой хронологии, а указание на положение в 84-летнем пасхальном цикле, который в то время использовался для вычисления у бриттов и в ирландской церкви. Рассматриваемые таблицы начинаются в январе 438 года, что позволяет отнести дату битвы к февралю 482 года, Гильдас говорил о себе, как о родившимся в год этой битвы.
Эндрю Бриз в книге 2020 года утверждает, что битва при «Брейдон, Уилтшир» произошла в 493 году, делая вывод, что Гильдас писал «Де Эксцидио» в 536 году, в разгар экстремальных погодных явлений 535—536 годов, потому что он сослался на «определенный густой туман и черную ночь», которые «накрыли весь остров» Британии, но не на последующий голод в 537 году. Бриз пришёл к выводу, что битва при Бадоне произошла «(…)» на юге Британии в 493 году и не имела ничего общего с Артуром.

### Место положения
Хотя учёные так и не пришли к единому мнению, гору Бадон традиционно помещают на холмах около современного города Бат, в частности в Батхэмптоне-Даун. Тим и Аннет Беркитт предложили поместить Кэр-Бадден примерно в 20 милях к северо-востоку от римских шахт в Чартерхаусе на основании Уэльских анналов, а также археологических и топонимических свидетельств.
Сьюзан Херст, Джеффри Эш и Майкл Вуд утверждают, что замок Лиддингтон располагался на холме над Бэдбери (древнеанглийское: Baddan byrig) в Уилтшире, к западу от Суиндон. Это место, городище железного века со следами доримской оккупации, возвышается над Риджуэем, который соединяет Темзу с рекой Эйвон и рекой Северн . Исходя из совершенно иного этимологического подхода, Эндрю Бриз также предложил место недалеко от Суиндона: утверждая, что Бадон этимологически должен быть британским, а не английским (таким образом, исключая Бат из рассмотрения, поскольку его название полностью германское) и что топоним Гильдаса (Бадоничи Монтис) является искажением Брадоничи Монтис, Бриз утверждает, что лагерь Рингсбери недалеко от Брейдона к юго-востоку от Суиндона. Суиндон (Бадбери — Baddan byrig, тоже германское) как место сражения.
Также высказывались предположения, что местом битвы были Бэдбери-Рингс в Дорсете. Дэвид Купер согласен с тем, что это наиболее вероятное место, и представил наиболее полный анализ битвы, доступный на сегодняшний день.
Помимо профессиональной науки, различные общины по всему Уэльсу и Англии имеют свои собственные традиции, утверждающие, что их район был местом битвы. К ним относятся (помимо Badbury Rings и Bathampton Down), гора Минит Бэдан около Мэстега в Южном Уэльсе и Боден Хилл в Уилтшире.

### Возможный командир над саксами
Некоторые авторы предполагают, что Элла из Сассекса мог возглавлять саксонские войска в этой битве. Другие отвергают эту идею с самого начала. В книге 9 своего труда Historia regum Britanniae Джеффри Монмутский упоминает некоего Челдрика как саксонского военачальника, который сражался при Бате в тот же период, поэтому другие ученые предполагают, что (из-за сходства имен) саксонским вождем во время битвы был Кердик Уэссекский.